# Noël Foré
Noël Foré (Adegem, 23 dicembre 1932 – Gand, 16 febbraio 1994) è stato un ciclista su strada e pistard belga.
Professionista dal 1956 al 1968, vinse la Gand-Wevelgem nel 1958, la Parigi-Roubaix nel 1959 e il Giro delle Fiandre nel 1963.

## Carriera
Era un corridore adatto alle corse di un giorno, in particolare per le classiche del pavé. Riuscì infatti a conquistare la Parigi-Roubaix, Giro delle Fiandre e la Gand-Wevelgem, oltre ad ottenere numerosi piazzamenti, e altre semiclassiche come la Kuurne-Bruxelles-Kuurne e il Gran Premio E3 Harelbeke. Nel 1959 si qualificò terzo al Campionato del mondo di Zandvoort.
Partecipò due volte al Tour de France, ritirandosi in entrambi i casi, senza ottenere nessun successo di tappa. Vinse per due volte il Giro del Belgio.

## Palmarès
- 1956 (Groene Leeuw, una vittoria)

2ª tappa Ronde van Nederland
- 1957 (Groene Leeuw, due vittorie)

Omloop der Vlaamse Ardennen - Ichtegem
Classifica generale Dwars door Vlaanderen
- 1958 (Groene Leeuw-Leopold, tre vittorie)

1ª tappa, 1ª semitappa Ronde van België
Classifica generale Ronde van België
Gand-Wevelgem
- 1959 (Groene Leeuw-SAS-Sinalco, due vittorie)

Parigi-Roubaix
Bruxelles-Ingooigem
- 1960 (Groene Leeuw-Sinalco-SAS, due vittorie)

Flèche du Sportwereld
Classifica generale Brussel-Sint-Truiden
- 1961 (Sinalco-Groene Leeuw-SAS-Gevaert, una vittoria)

Grote Bankprijs-Roeselare
- 1962 (Flandria, sei vittorie)

Challenge Laurens
Omloop der Zuid-West-Vlaamse Bergen
2ª tappa Parigi-Nizza
5ª tappa Parigi-Nizza
9ª tappa Parigi-Nizza
Classifica generale Giro del Belgio
- 1963 (Faema-Flandria, quattro vittorie)

1ª tappa Giro del Belgio
E3 Prijs Vlaanderen
Kuurne-Bruxelles-Kuurne
Giro delle Fiandre
- 1967 (Goldor-Gerka, tre vittorie)

Omloop Oost-Vlaanderen - Ertvelde
Giro di Colonia
Bruxelles-Meulebeke
- 1968 (Flandria, una vittoria)

Bruxelles-Meulebeke

### Altri successi
- 1956 (Groene Leeuw)

Omloop Mandel-Leie-Schelde (Derny)
- 1957 (Groene Leeuw)

Omloop Mandel-Leie-Schelde (Derny)
Grote Prijs Georges Desplenter-Handzame (Kermesse)
Zonnebeke (Kermesse)
Nazareth (Kermesse)
Sint-Laureins (Kermesse)
- 1958 (Groene Leeuw-Leopold)

Witte Donderdagprijs-Bellegem (Kermesse)
Deurle (Kermesse)
- 1959 (Groene Leeuw-SAS-Sinalco)

Tongeren (Kermesse)
Eeklo (Kermesse)
- 1960 (Groene Leeuw-Sinalco-SAS)

Leuze (Criterium)
Zwevezele (Kermesse)
Sleidinge (Kermesse)
Eeklo (Kermesse)
Leuze (Criterium)
Maldegem (Kermesse)
- 1961 (Sinalco-Groene Leeuw-SAS-Gevaert)

Harelbeke (Kermesse)
- 1962 (Flandria)

4ª tappa, 1ª semitappa Ronde van België (Cronosquadre)
Zele (Kermesse)
- 1963 (Faema-Flandria)

Zwevezele (Kermesse)
Charleroi (Kermesse)
Classifica generale Ronde van België
- 1964 (Flandria-Romeo)

Ruddervoorde (Kermesse)
Langemark (Kermesse)
Denderleeuw (Kermesse)
- 1965 (Flandria-Romeo)

Nazareth (Kermesse)
- 1966 (Romeo-Smith's)

Koksijde (Kermesse)
Eeklo (Kermesse)
Gentbrugge (Kermesse)
Gavere (Kermesse)
- 1968 (Flandria)

Aalter (Kermesse)
Zele (Kermesse)
Proven (Kermesse)
Gentbrugge (Kermesse)

## Piazzamenti

### Grandi Giri
- Tour de France

1958: ritirato
1963: ritirato

### Classiche monumento
- Milano-Sanremo

1959: 30º
1960: 15º
1964: 31º
- Giro delle Fiandre

1960: 31º
1961: 13º
1962: 4º
1963: vincitore
1964: 28º
1965: 30º
1966: 13º
1967: 2º
- Parigi-Roubaix

1957: 37º
1958: 51º
1959: vincitore
1960: 15º
1961: 19º
1963: 12º
1964: 14º
1965: 9º
1967: 44º
- Liegi-Bastogne-Liegi

1962: 6º
1966: ritirato

### Competizioni mondiali
- Campionati del mondo

Zandvoort 1959 - In linea: 3º
Lipsia 1960 - In linea: ritirato